# Leona Maguire
Leona Maguire (nascida em 30 de novembro de 1994) é uma jogadora amadora irlandesa de golfe que ocupa a primeira posição do Ranking Mundial de Golfe Amador desde 2 de agosto de 2016. Representou Irlanda na competição feminina de golfe nos Jogos Olímpicos de Verão de 2016, realizados no Rio de Janeiro, Brasil. Terminou em décimo segundo lugar no jogo por tacadas individual.